# Ново Женско
Ново Женско или Ново Аврет Хисар (на гръцки: Νέο Γυναικόκαστρο, Нео Гинекокастро, катаревуса: Νέον Γυναικόκαστρον, Неон Гинекокастрон) е село в Гърция, Егейска Македония, в дем Кукуш, в област Централна Македония със 715 жители (2001).

## География
Селото се намира в дъното на Солунското поле, югозападно от град Кукуш (Килкис).

## История
Хълмът на север от селото в 1994 година е обявен за защитен археологически обект.
В 1928 година селото е представено като чисто бежанско със 178 бежански семейства и 608 души общо.
| Име          | Име           | Ново име     | Ново име     | Описание                                                          |
| ------------ | ------------- | ------------ | ------------ | ----------------------------------------------------------------- |
| Баири        | Μπαΐρια       | Агоно        | Άγονο        | възвишение на ЮИ от Ново Женско и на Ю от Долно Постолар (91,2 m) |
| Юрени        | Γκιουρένι     | Камена       | Καμμένα      | възвишение на ЮИ от Долно Постолар и на ЮЗ от Средно Постолар     |
| Чаир Зута    | Τσαΐρι Ζούτα  | Ливади Зута  | Λιβάδι Ζούτα | местност на ЮЗ от Вакъф                                           |
| Кокарджа     | Κοκάρτζα      | Кремидас     | Κρεμμυδάς    | местност на З от Кокарджа                                         |
| Коджа Омерли | Κοτζά ’Ομερλή | Мегалос Омер | Μεγάλος Όμέρ | местност на ЮЗ от Ново Женско                                     |
| Мотори       | Μοτόρια       | Динатос      | Δυνατός      | местност на И от Вакъф                                            |
| Гьолове      | Γκιολάκια     | Пигулес      | Πηγοΰλες     | местност на ЮЗ от Ново Женско                                     |

## Личности
Родени в Ново Женско
- Ксенофон Стерядис (р. 1943), гръцки политик